# Hyreshus i Stockholm AB
Hyreshus i Stockholm AB, ursprungligen Bostadsföreningen Hyreshus u.p.a., var ett kommunalt bostadsföretag helägt av Stockholms kommun.

## Historik

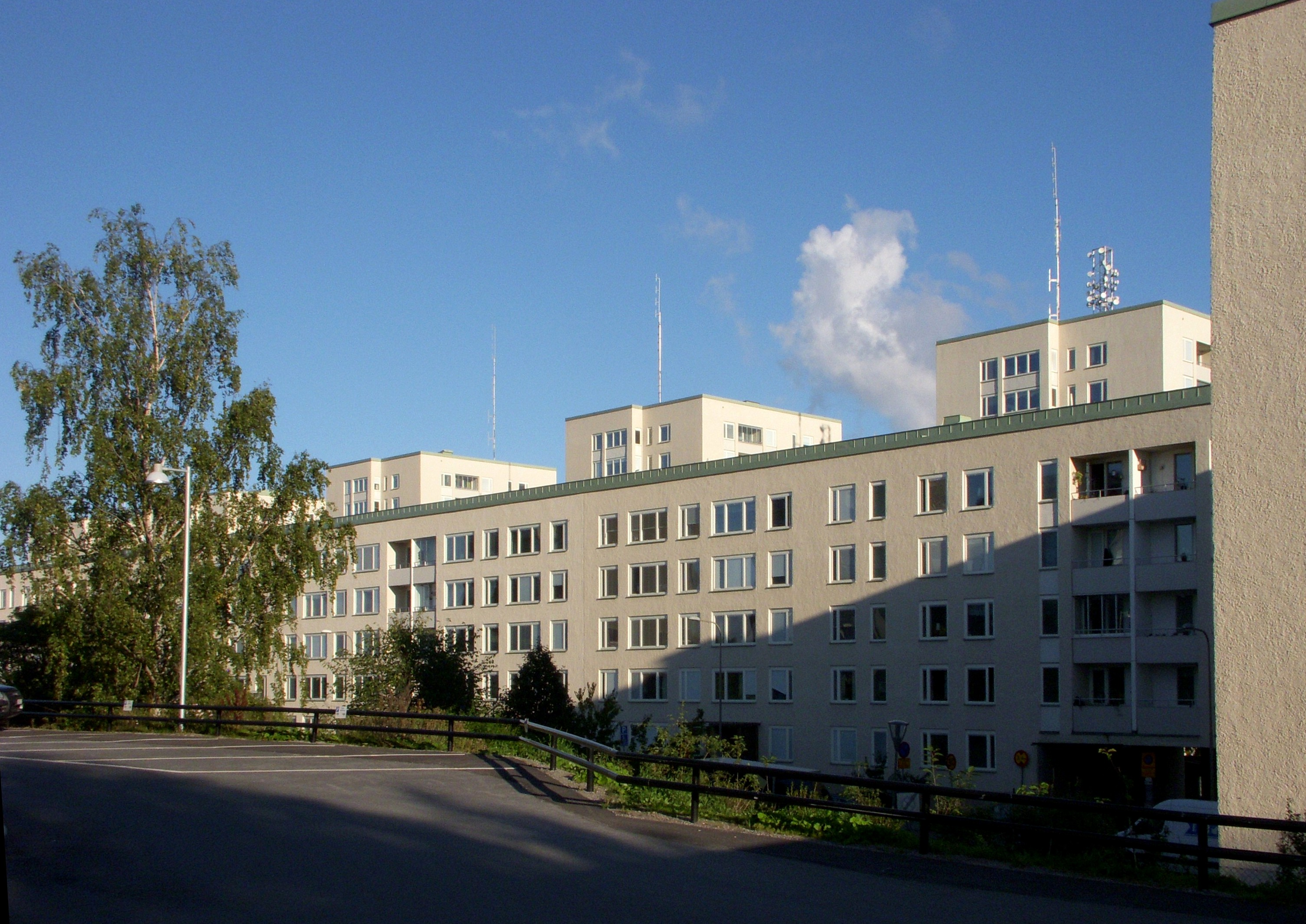
Bebyggelsen på Nybohovsberget, arkitekt Bertil Ringqvist.

Bostadsföreningen Hyreshus u.p.a. grundades 1946. Verksamheten övertogs av Stockholms stad genom bildandet av Hyreshus i Stockholm Aktiebolag 1954 i enlighet med ett av stadsfullmäktige den 29 juni 1953 fattat principbeslut i enlighet med ett utlåtande av stadskollegiet genom ordförande Yngve Larsson den 25 juni.
1971 förvärvade Svenska Bostäder samtliga aktier i Hyreshus i Stockholm AB, vars verksamhet under det följande året överfördes till Svenska Bostäder.

## Uppförda bostäder i urval
- Apelsinlunden
- Riksrådsvägens radhusområde
- Kvarteret Plankan
- Nybohovsområdet
- Skidvägen